# Волосохвостые
Волосохвостые, или рыбы-сабли (лат. Trichiuridae) — семейство морских лучепёрых рыб отряда скумбриеобразных (Scombriformes).

## Описание
Тело удлинённое, сильно сжатое с боков. Нижняя челюсть выдаётся вперёд. На челюстях располагаются длинные зубы, имеются клыковидные зубы. Верхнечелюстная кость скрыта предглазничной костью. Спинной плавник очень длинный, тянется вдоль всего тела, у некоторых видов колючая и мягкая части разделены выемкой. Хвостовой плавник маленький, вильчатый, отсутствует у некоторых видов. Брюшные плавники отсутствуют или редуцированы.

## Распространение
Широко распространены в умеренных, субтропических и тропических водах Тихого, Атлантического и Индийского океанов.

## Классификация
В составе семейства выделяют три подсемейства, десять родов и 44 вида:

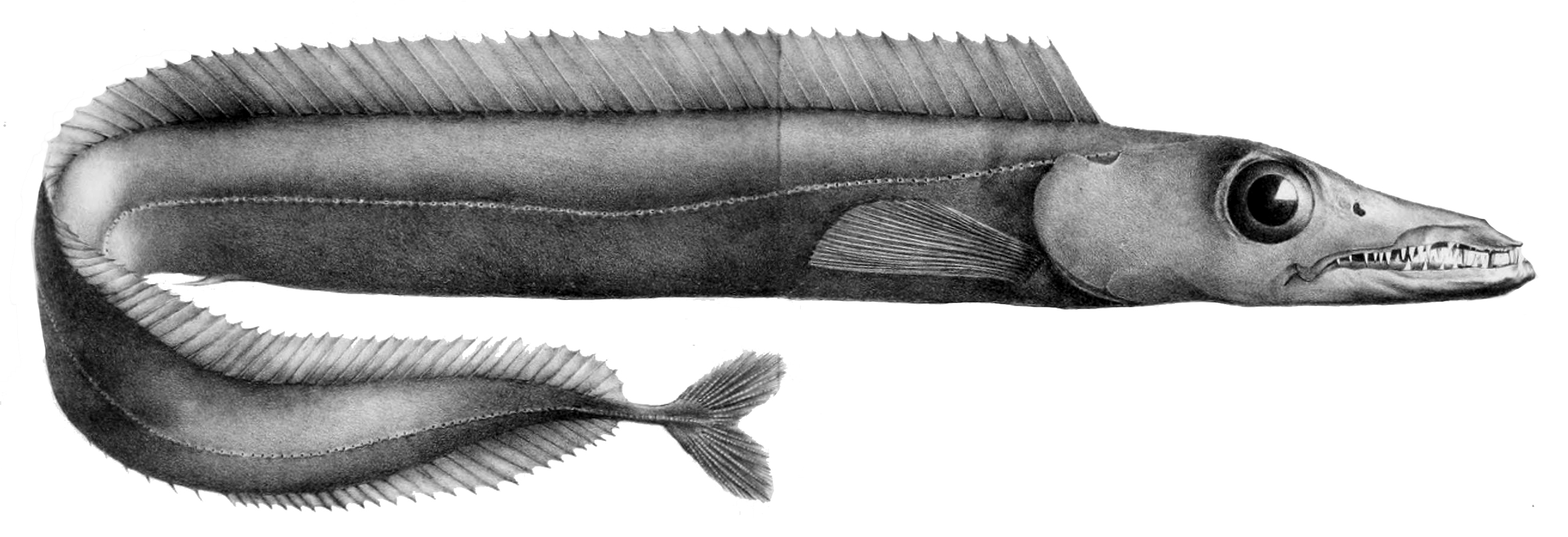
Aphanopus carbo
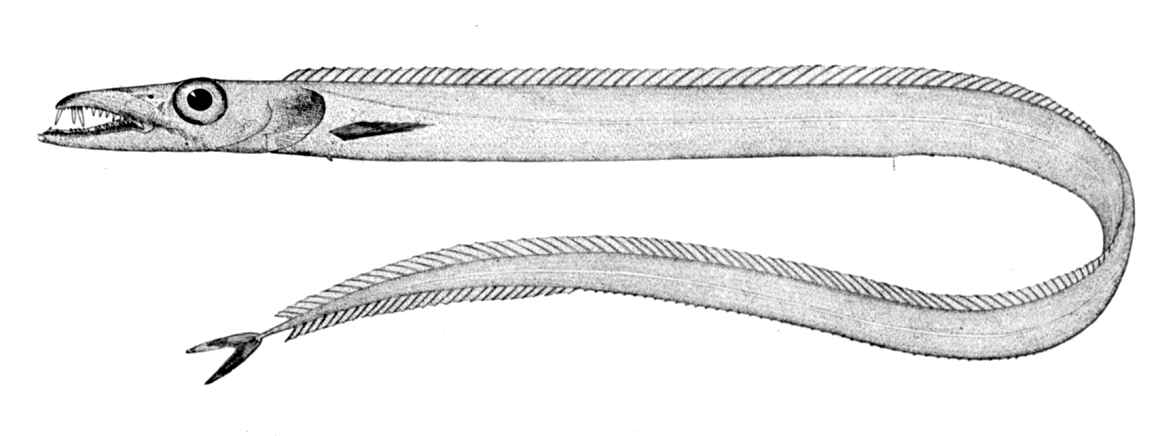
Benthodesmus simonyi

Подсемейство Aphanopodinae. Колючая и мягкая части спинного плавника разделены выемкой. В колючей части спинного плавника 38—46 лучей. В рудиментарном брюшном плавнике одна колючка и один мягкий луч. Хвостовой плавник очень маленький, раздвоенный. Два рода, 18 видов.
- Род Aphanopus. 7 видов
- Род Benthodesmus. 11 видов

Подсемейство Lepidopodinae. Хвостовой плавник очень маленький, раздвоенный, у некоторых видов отсутствует. Брюшной плавник рудиментарный. Колючая и мягкая части спинного плавника не разделены выемкой. В колючей части спинного плавника от трёх до десяти лучей. Боковая линия плавно изгибается за грудными плавниками. Четыре рода, 12 видов.

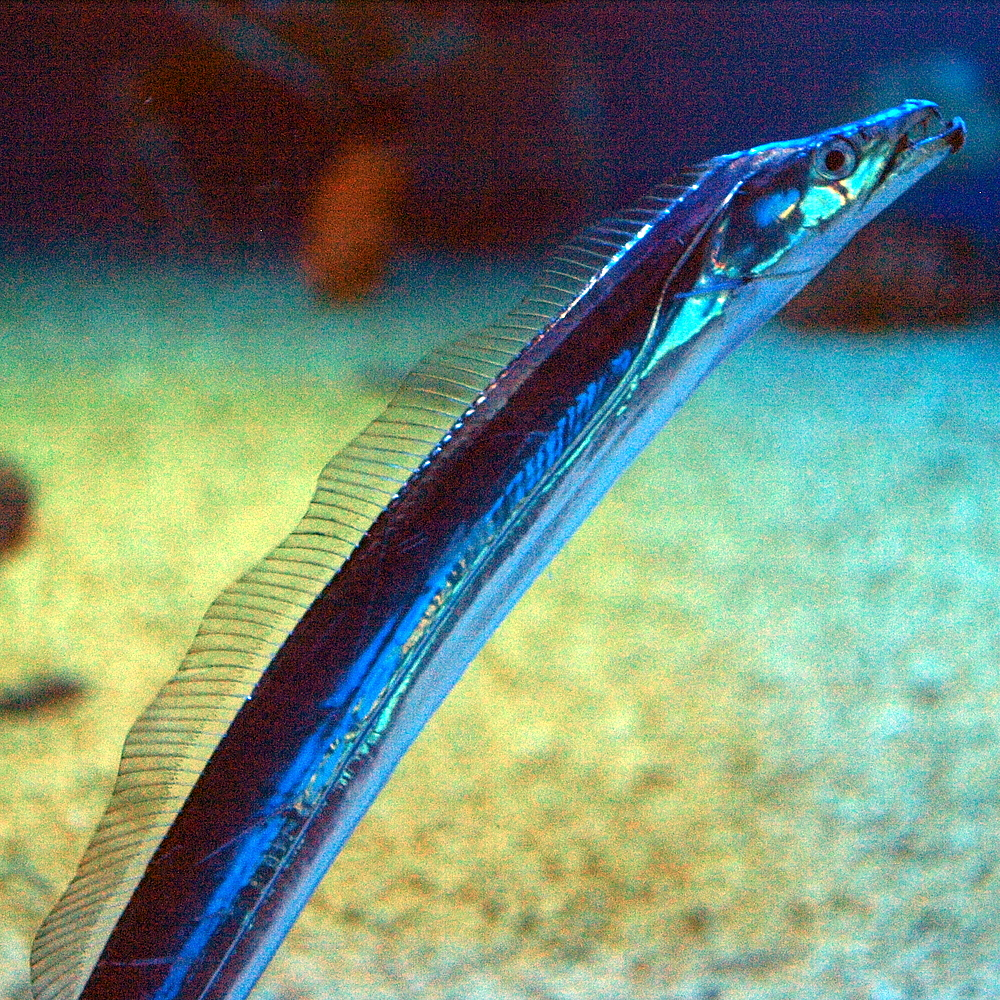
Trichiurus lepturus

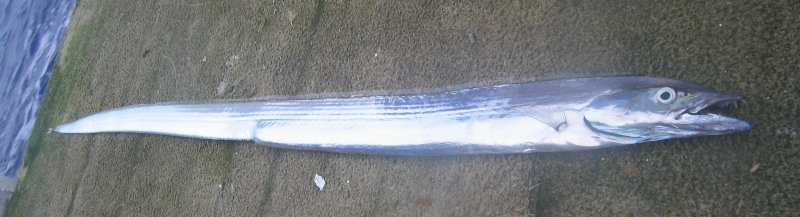
Assurger anzac
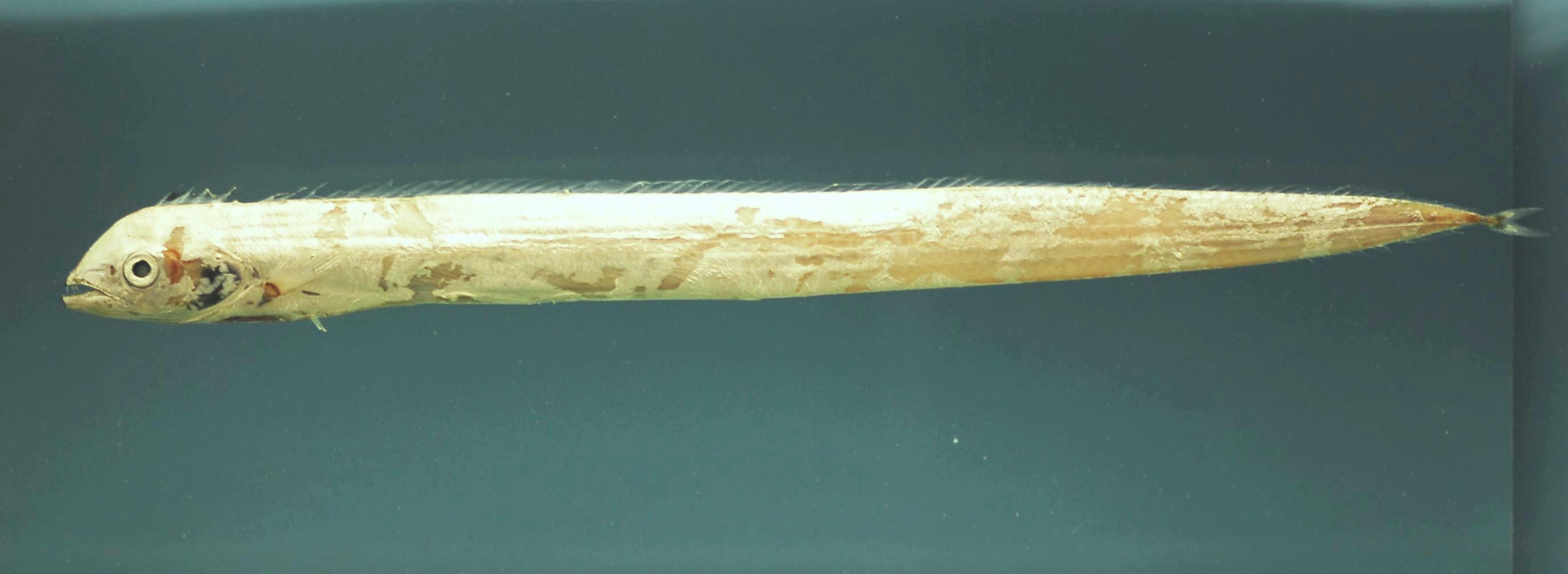
Evoxymetopon taeniatus

- Род Assurger, монотипический
- Род Eupleurogrammus. Два вида
- Род Evoxymetopon. Три вида
- Род Lepidopus. 6 видов

Подсемейство Trichiurinae. Отсутствуют хвостовой и брюшные плавники. Колючая и мягкая части спинного плавника не разделены выемкой. В колючей части спинного плавника три или четыре луча. Боковая линия резко изгибается за грудными плавниками и проходит близко от брюха. Четыре рода.
- Род Demissolinea, монотипический
- Род Lepturacanthus, монотипический
- Род Trichiurus. Девять видов
- Род Tentoriceps, монотипический